# Ai wa Headphone kara
Ai wa Headphone kara (愛はヘッドフォンから Ai wa Heddofon kara) ist der Titel des zweiten Studioalbums der japanischen J-Pop-/Rock-Sängerin Chiai Fujikawa, welches am 8. April 2020 über Nippon Columbia erschien.
Das Album besitzt vierzehn Stücke mit einer Spielzeit von 61 Minuten.
Es erschien in einer regulären und einer limitierten Version. Der limitierten Albumversion liegt eine DVD mit den Musikvideos zu den Stücken Raika, Kimi no namae und Atashi ga Tonari ni Iru Uchi ni aus dem Debütalbum Raika sowie vier Stücke, die im Studio eingespielt wurden.

## Hintergrundgeschichte
Die Ankündigung zur Veröffentlichung ihres zweiten Studioalbums erfolgte bereits im Januar 2020. Zwei Monate darauf wurde der Titel des Albums bekanntgegeben. Das Album trägt den Namen Ai wa Headphone kara. Auch wurde in dieser Mitteilung erklärt, dass die Platte Lieder wie Kuyashi-sa wa Tane, dass als Abspannlied für die Neuauflage der Animeserie Digimon Adventure: zu hören ist, und Haruka kanata, ein Cover der Band Asian Kung-Fu Generation enthalten wird.
Die erste Single, Tokyo, wurde am 27. März 2020 erstmals im japanischen Fernsehen auf TV Tokyo im Rahmen der Musikshow Buzz Rhythm aufgeführt. Am 5. April 2020 erfolgte die Herausgabe der zweiten Single Kuyashi-sa wa Tane mitsamt Musikvideo.
Das Album selbst wurde am 8. April 2020 über das japanische Majorlabel Nippon Columbia veröffentlicht.

## Titelliste
| Nr. | Titel                                                           | Länge | Anmerkungen                                                    |
| --- | --------------------------------------------------------------- | ----- | -------------------------------------------------------------- |
| 1   | Tokyo (東京)                                                    | 4:24  | • 1. Single                                                    |
| 2   | Kamidanomi (神頼み)                                             | 4:02  |                                                                |
| 3   | Aa Aa Aa (嗚呼嗚呼嗚呼)                                         | 4:23  |                                                                |
| 4   | Watashi ni mo sonna Aniki ga (私にもそんな兄貴が)               | 4:32  |                                                                |
| 5   | Asagi (あさぎ)                                                  | 4:50  |                                                                |
| 6   | Kuyashi-sa wa Tane (悔しさは種)                                 | 3:42  | • 2. Single • Musikvideo • Abspanntitel für Digimon Adventure: |
| 7   | Omajinai (おまじない)                                           | 3:25  |                                                                |
| 8   | Ashita chōshoku wo taberu koro ni wa (あした朝食を食べる頃には) | 3:52  |                                                                |
| 9   | Anata wo kirai ni naremashita (あなたを嫌いになれました)        | 5:17  |                                                                |
| 10  | Betsuni īkedo (べつにいいけど)                                  | 4:51  |                                                                |
| 11  | Hikiyose rarete yume wo miru (引き寄せられて夢を見る)           | 4:24  |                                                                |
| 12  | Tanaka ga Kareshidattanara (田中が彼氏だったなら)               | 5:12  |                                                                |
| 13  | Ai wa Headphone kara (愛はヘッドフォンから)                     | 4:24  |                                                                |
| 14  | Haruka kanata (遥か彼方)                                        | 4:07  | • Bonustitel • Cover von Asian Kung-Fu Generation              |

## Kommerzieller Erfolg
Wie ihr Debütalbum Raika schaffte auch Ai wa Headphone kara eine Notierung in den japanischen Albumcharts. In der Woche zum 20. April 2020 stieg das Album auf Platz 36 in den Charts ein. In den japanischen Charts des Musikmagazins Billboard erreichte das Werk mit Platz 25 seine Höchstposition.